# Tanyptera
Tanyptera is een muggengeslacht uit de familie van de langpootmuggen (Tipulidae).

## Soorten

### OndergeslachtMesodictenidia
- T. (Mesodictenidia) angustistylus Alexander, 1925
- T. (Mesodictenidia) antica Alexander, 1938
- T. (Mesodictenidia) cognata Alexander, 1936
- T. (Mesodictenidia) digitata Yang and Yang, 1988
- T. (Mesodictenidia) gracilis (Portschinsky, 1873)
- T. (Mesodictenidia) perangusta Alexander, 1953
- T. (Mesodictenidia) stackelbergiana Savchenko, 1973
- T. (Mesodictenidia) subcognata Alexander, 1941
- T. (Mesodictenidia) tsurugiana Takahashi, 1960

### OndergeslachtTanyptera
- T. (Tanyptera) atrata
- T. (Tanyptera) brevipecten Alexander, 1955
- T. (Tanyptera) chrysophaea Alexander, 1941
- T. (Tanyptera) dorsalis (Walker, 1848)
- T. (Tanyptera) hebeiensis Yang and Yang, 1988
- T. (Tanyptera) hubeiensis Yang and Yang, 1988
- T. (Tanyptera) indica (Brunetti, 1918)
- T. (Tanyptera) mediana Yang and Yang, 1988
- T. (Tanyptera) nigricornis (Meigen, 1818)
- T. (Tanyptera) parva (Portschinsky, 1887)
- T. (Tanyptera) shennongana Yang and Yang, 1988
- T. (Tanyptera) trimaculata Yang and Yang, 1988

### Niet gebonden aan een ondergeslacht
- T. atrata (Linnaeus, 1758)